# Franz Schmid (Politiker, 2000)
Franz Schmid (* 4. Oktober 2000 in Augsburg) ist ein deutscher Politiker (AfD). Seit 2023 ist er Mitglied des Bayerischen Landtags.

## Ausbildung
Schmid besuchte die Mittelschule in Babenhausen, die er mit dem qualifizierenden Hauptschulabschluss verließ. Nach einer Ausbildung zum staatlich geprüften Kinderpfleger an der Berufsfachschule für Kinderpflege in Krumbach, im Zuge derer er unter anderem Auslandspraktika in Österreich und Finnland absolvierte, war er in einer Förderschule tätig.

## Politik
Schmid ist seit 2020 Mitglied im Kreistag des Landkreis Unterallgäu. 
Seit 2021 ist er zudem Vorsitzender der AfD Neu-Ulm und Vorsitzender der Jungen Alternative Schwaben. 
2022 wurde er Bundesschatzmeister der Jungen Alternative. 
Seit 2023 ist Schmid ferner stellvertretender Vorsitzender der Jungen Alternative Bayern.
Er zog bei der Landtagswahl in Bayern 2023 über die Landesliste in den Bayerischen Landtag ein.

## Politische Einordnung
Der Bayerische Rundfunk (BR) zählt Franz Schmid zur „jungen Hardcore-Rechten“, die bei der Wahl 2023 in den Landtag Einzug gehalten habe. Er pflege enge Beziehungen zur vom Verfassungsschutz beobachteten Identitären Bewegung. Dem BR lägen Fotos vor, die Schmid mit einer Gruppe junger Identitärer im Bayerischen Landtag zeigen. Auf Nachfragen zu den Bildern wollte Schmid nicht antworten. Schmid sieht die AfD als „Partei der autochthonen Deutschen“.
T-Online schrieb Ende 2023 über Schmid, dass dieser, wie auch der AfD-Landtagsabgeordnete Daniel Halemba, einem „Netzwerk der JA“ und dem „Vorfeld“ entstamme – „Rechte und Rechtsextreme, die sich zu Teilen schon seit Jahren aus einer im Netz hierarchisch organisierten, rechtsextremen Gruppe namens ‚Reconquista Germanica‘ kennen.“ Diese, so T-Online, hingen „an den Lippen von Martin Sellner, dem österreichischen Vordenker aus der Identitären Bewegung“, und sie seien „Schnittstelle zum Institut für Staatspolitik von Götz Kubitschek in Schnellroda und Organisationen wie ‚EinProzent‘“. Alle diese Organisationen sind vom Verfassungsschutz als gesichert rechtsextrem eingestuft.

## Verfassungsschutz
Nach einer Anfrage im Bayerischen Landtag wurde bekannt, dass der bayerische Verfassungsschutz Schmid nach einer halbjährigen Prüfzeit seit Frühjahr 2024 offiziell beobachtet. Als Gründe nennt der Verfassungsschutz einen gegen die Menschenwürde gerichteten ethnischen Volksbegriff und fordere in ebenfalls verfassungsfeindlicher Weise eine „Remigration“ von Personen. Als weiterer Grund wird genannt, dass Schmid darauf hinarbeite, die Vernetzung der AfD hin zum extremistischen Vorfeld der Partei zu intensivieren, und dass Schmid die durch sein Mandat erlangten finanziellen und materiellen Ressourcen zur finanziellen Unterstützung extremistischer Gruppierungen missbrauche.
Die Beobachtung eines Abgeordneten des Bayerischen Landtages und diese offizielle Information darüber ist bisher einmalig in Bayern.

### Rechtsstreit um die Stadthalle Weißenhorn
Im Mai 2024 klagte sich Schmid erfolgreich in die Stadthalle Weißenhorn. Die Gemeinde hatte der AfD zunächst die Halle für eine Wahlkampfveranstaltung vermietet, den Mietvertrag jedoch später widerrufen. Als Begründung verwies Bürgermeister Wolfgang Fendt auf eine bayernweite Regelung, wonach kommunale Gebäude vier Wochen vor einer Wahl nicht mehr für Parteiveranstaltungen genutzt werden sollten. Die Stadtverwaltung hatte diese Frist jedoch beim Vertragsabschluss übersehen.
Schmid klagte daraufhin im Eilverfahren vor dem Verwaltungsgericht Augsburg, das zu seinen Gunsten entschied. Das Gericht stellte fest, dass keine rechtsverbindliche Widmungsbeschränkung der Stadthalle vorlag und der Mietvertrag somit gültig sei. Die Stadt habe sich dem "naheliegenden Verdacht" ausgesetzt, die Änderung der Widmung nur vorgenommen zu haben, um den Antrag der AfD ablehnen zu können.

### Kaufabsicht Schloss Mattsies
Im Jahr 2024 berichtete der bayerische Rundfunk, dass Schmid ein Kaufangebot für Schloss Mattsies abgegeben hatte. Er plane, das Schloss zu einem "patriotischen Zentrum" umzubauen, das sowohl als Veranstaltungsort für die AfD-Jugendorganisation als auch für die Öffentlichkeit zugänglich sein solle. Finanziert werden solle das Projekt durch Spenden, Mieteinnahmen und Eigenleistungen von Parteimitgliedern.
Das Vorhaben stieß auf Kritik von verschiedenen Seiten. Die SPD-Fraktion im Bayerischen Landtag forderte Maßnahmen, um den Verkauf staatlicher Immobilien an verfassungsfeindliche Organisationen zu verhindern. Auch der Bürgermeister von Tussenhausen, Johannes Ruf, äußerte Bedenken hinsichtlich der geplanten Nutzung des Schlosses.
Im August 2024 wurde bekannt, dass Franz Schmid den Zuschlag für den Kauf von Schloss Mattsies nicht erhalten hatte. Sein Gebot lag offenbar unter dem anderer Interessenten. Der Freistaat Bayern prüfte die eingegangenen Angebote unter Berücksichtigung von Wirtschaftlichkeit, Denkmalschutz und öffentlichen Belangen.

### Rechtsstreit um die Stadthalle Neu-Ulm
Im April 2025 erstritt sich Schmid gerichtlich den Zugang zur Stadthalle Neu-Ulm. Die Stadtverwaltung hatte zuvor eine geplante politische Veranstaltung Schmids unter Verweis auf "Störung der öffentlichen Ordnung" untersagt. Dagegen klagte der Abgeordnete und erhielt vor dem Verwaltungsgericht Recht.
Das Gericht urteilte, dass die Nutzung kommunaler Einrichtungen auch oppositionellen Parteien unter Einhaltung des Gleichbehandlungsgrundsatzes nicht verweigert werden dürfe. Schmid bezeichnete den Beschluss als "Sieg für die Demokratie und die Meinungsfreiheit".

## Privates
Schmid ist ledig und wohnt in Babenhausen.